# Lanny Bassham
Lanny Robert Bassham (Comanche, 2 gennaio 1947) è un ex tiratore a segno statunitense.

## Palmarès

### Olimpiadi
- 1 medaglia:
  - 1 oro (Montréal 1976 nella carabina 50 metri tre posizioni)
  - 1 argento (Monaco di Baviera 1972 nella carabina 50 metri tre posizioni)